# Empoli Ladies FBC 2016-2017
Questa voce raccoglie le informazioni riguardanti l'Associazione Sportiva Dilettantistica Empoli Ladies FBC nelle competizioni ufficiali della stagione 2016-2017.

## Organigramma societario
Dati tratti dal sito Football.it
Area amministrativa
- Presidente: Valerio Bachi
- Vice Presidente: Alessandro Pistolesi
- Segretario: Marco Landi

Area tecnica
- Allenatore: Alessandro Pistolesi
- Allenatore Primavera: Thomas Fiorenzani

## Rosa
Rosa e ruoli come da sito Football.it.
| N. |                   | Ruolo | Calciatrice        |
| -- | ----------------- | ----- | ------------------ |
|    | Italia (bandiera) | P     | Rachele Baldi      |
|    | Italia (bandiera) | P     | Giorgia Bulleri    |
|    | Italia (bandiera) | P     | Anna Landi         |
|    | Italia (bandiera) | D     | Aurora De Rita     |
|    | Italia (bandiera) | D     | Lucia Di Guglielmo |
|    | Italia (bandiera) | D     | Costanza Esperti   |
|    | Italia (bandiera) | D     | Simona Parrini     |
|    | Italia (bandiera) | D     | Marta Varriale     |
|    | Italia (bandiera) | D     | Melissa Venturini  |
|    | Italia (bandiera) | C     | Ilaria Borghesi    |
|    | Italia (bandiera) | C     | Elisa Caucci       |
|    | Italia (bandiera) | C     | Gaia Consoloni     |

| N. |                   | Ruolo | Calciatrice        |
| -- | ----------------- | ----- | ------------------ |
|    | Italia (bandiera) | C     | Claudia Ferrara    |
|    | Italia (bandiera) | C     | Elena Mannucci     |
|    | Italia (bandiera) | C     | Francesca Meropini |
|    | Italia (bandiera) | A     | Arianna Acuti      |
|    | Italia (bandiera) | A     | Norma Cinotti      |
|    | Italia (bandiera) | A     | Jessica Di Lupo    |
|    | Italia (bandiera) | A     | Virginia Galluzzi  |
|    | Italia (bandiera) | A     | Ginevra Lo Vecchio |
|    | Italia (bandiera) | A     | Giulia Mastalli    |
|    | Italia (bandiera) | A     | Giada Morucci      |
|    | Italia (bandiera) | A     | Cecilia Prugna     |

## Calciomercato

### Sessione estiva
| Acquisti | Acquisti           | Acquisti     | Acquisti   |
| R.       | Nome               | da           | Modalità   |
| -------- | ------------------ | ------------ | ---------- |
| P        | Rachele Baldi      | Castelfranco | definitivo |
| P        | Anna Landi         | ???          | definitivo |
| D        | Aurora De Rita     | Castelfranco | definitivo |
| D        | Lucia Di Guglielmo | Castelfranco | definitivo |
| D        | Costanza Esperti   | Castelfranco | definitivo |
| D        | Simona Parrini     | Castelfranco | definitivo |
| D        | Marta Varriale     | Castelfranco | definitivo |
| D        | Melissa Venturini  | Castelfranco | definitivo |
| C        | Ilaria Borghesi    | Castelfranco | definitivo |
| C        | Elisa Caucci       | Castelfranco | definitivo |
| C        | Gaia Consoloni     | Castelfranco | definitivo |
| C        | Claudia Ferrara    | Castelfranco | definitivo |
| C        | Elena Mannucci     | Castelfranco | definitivo |
| C        | Francesca Meropini | Castelfranco | definitivo |
| A        | Arianna Acuti      | Castelfranco | definitivo |
| A        | Norma Cinotti      | Castelfranco | definitivo |
| A        | Jessica Di Lupo    | Castelfranco | definitivo |
| A        | Virginia Galluzzi  | Castelfranco | definitivo |
| A        | Ginevra Lo Vecchio | ???          | definitivo |
| A        | Giulia Mastalli    | Castelfranco | definitivo |
| A        | Giada Morucci      | Castelfranco | definitivo |
| A        | Cecilia Prugna     | Castelfranco | definitivo |

|  |

### Sessione invernale
|  |

| Cessioni | Cessioni       | Cessioni | Cessioni |
| R.       | Nome           | a        | Modalità |
| -------- | -------------- | -------- | -------- |
| C        | Elena Mannucci | Lucchese |          |

## Risultati

### Serie B

#### Girone di andata
| Arbitro: | Andrea Castagnoli (Reggio nell'Emilia) |

|                             |           |  |
| Acuti 12’ Borghesi 30’, 35’ | Marcatori |  |

| Genova 9 ottobre 2016, ore 15:00 CEST 2ª giornata | Ligorna 1922            | 0 – 0 referto | Empoli | Campo sp. Ligorna A\| Arbitro: \| Edoardo Papale (Torino) \| |
| Arbitro:                                          | Edoardo Papale (Torino) |               |        |                                                              |

| Arbitro: | Silvia Gasperotti (Rovereto) |

|                                                    |           |  |
| Verro 10’ (aut.) Di Guglielmo 30’ Cinotti 69’, 71’ | Marcatori |  |

| Arbitro: | Nicolò Grimaldi (Genova) |

|  |           |                         |
|  | Marcatori | 42’ Prugna 93’ Mastalli |

| Arbitro: | Matteo Mori (La Spezia) |

|              |           |                |
| Mastalli 32’ | Marcatori | 19’ Montecucco |

| Arbitro: | Luca Calvi (Bergamo) |

|  |           |           |
|  | Marcatori | 80’ Acuti |

| Arbitro: | Daniele Pozzi (Roma 1) |

|            |           |  |
| Caucci 43’ | Marcatori |  |

| Arbitro: | Erma Bullari (Brescia) |

|           |           |              |
| Basta 13’ | Marcatori | 28’ Mastalli |

| Arbitro: | Enrico Guerra (Gubbio) |

|                                                                    |           |  |
| Borgesi 23’, 49’ Galluzzi 46’ Cinotti 47’, 80’ Lo Vecchio 86’, 89’ | Marcatori |  |

| Arbitro: | Davide Fera (Gallarate) |

|             |           |                               |
| Soragni 85’ | Marcatori | 66’ (rig.) Cinotti 69’ Prugna |

| Arbitro: | Leonardo Funari (Roma 1) |

|                                                 |           |                         |
| Cinotti 27’, 86’ Prugna 54’ Mastalli 60’ (rig.) | Marcatori | 46’ Bargi 81’ Bonissone |

#### Girone di ritorno
| Arbitro: | Luca Calvi (Bergamo) |

|             |           |                               |
| Toniolo 69’ | Marcatori | 4’ (rig.), 88’ (rig.) Cinotti |

| Arbitro: | Andrea Bordin (Bassano del Grappa) |

|                                         |           |  |
| Prugna 9’, 38’ Parrini 25’ Varriale 38’ | Marcatori |  |

| Arbitro: | Dario Di Francesco (Ostia Lido) |

|  |           |                                                        |
|  | Marcatori | 1’, 23’, 81’ Prugna 21’ Mastalli 27’ Acuti 91’ Cinotti |

| Arbitro: | Mario Perri (Roma 1) |

|                                                                |           |                                    |
| Mastalli 7’, 26’ Prugna 37’ Varriale 25’ Acuti 65’ Cinotti 84’ | Marcatori | 45’ (rig.) Biancalana 55’ Frediani |

| Arbitro: | Tommaso Righi (Bologna) |

|              |           |                  |
| Rigolino 90’ | Marcatori | 60’ Di Guglielmo |

| Arbitro: | Dario Di Francesco (Ostia Lido) |

|                                               |           |  |
| Cinotti 33’ Acuti 65’ Galluzzi 84’ Prugna 93’ | Marcatori |  |

| Arbitro: | Davide Conti (Seregno) |

|  |           |                                                    |
|  | Marcatori | 9’ (aut.) Barbero 38’, 89’ Prugna 57’ Di Guglielmo |

| Arbitro: | Enrico Guerra (Gubbio) |

|                              |           |              |
| Mastalli 27’, 75’ Prugna 79’ | Marcatori | 46’ Tordella |

| Arbitro: | Augusto Quattrociocchi (Latina) |

|  |           |                                                             |
|  | Marcatori | 19’ (rig.) Mastalli 39’ Cinotti 58’ Acuti 63’, 90’ Galluzzi |

| Arbitro: | Leonardo Funari (Roma 1) |

|                   |           |          |
| Mastalli 48’, 68’ | Marcatori | 8’ Zella |

| Arbitro: | Mirko Giuseppe Cimmarusti (Novara) |

|  |           |                                             |
|  | Marcatori | 43’ (rig.) Cinotti 75’ Morucci 85’ Mastalli |

### Coppa Italia

#### Primo turno
Accoppiamento A17
| Arbitro: | Marco Manicardi (Modena) |

|  |           |                                |
|  | Marcatori | 23’, 42’ Acuti 58’, 63’ Prugna |

| Arbitro: | Tommaso Righi (Bologna) |

|                                                    |           |               |
| Mannucci 55’ Galluzzi 62’ Cinotti 74’ Mastalli 88’ | Marcatori | 35’ Tortarolo |

#### Secondo turno
| Arbitro: | Giuseppe Mansueto (Verona) |

|  |           |                                  |
|  | Marcatori | 2’, 50’, 89’ Mastalli 52’ Prugna |

#### Terzo turno
| Arbitro: | Paul Leonard Mihalache (Terni) |

|                                                                                  |           |  |
| Morucci 11’ Prugna 63’ Mastalli 64’ (rig.) Acuti 88’ Borghesi 90’ Meropini 90+2’ | Marcatori |  |

#### Quarti di finale
| Arbitro: | Andrea Calzavara (Varese) |

|  |           |                 |
|  | Marcatori | 13’, 85’ Prugna |

#### Semifinali
| Arbitro: | Deborah Bianchi (Prato) |

|  |           |                            |
|  | Marcatori | 14’ Mauro 24’, 40’ Bonetti |

## Statistiche
Aggiornate al 3 giugno 2017.

### Statistiche di squadra
| Competizione | Punti | In casa | In casa | In casa | In casa | In casa | In casa | In trasferta | In trasferta | In trasferta | In trasferta | In trasferta | In trasferta | Totale | Totale | Totale | Totale | Totale | Totale | DR  |
| Competizione | Punti | G       | V       | N       | P       | Gf      | Gs      | G            | V            | N            | P            | Gf           | Gs           | G      | V      | N      | P      | Gf     | Gs     | DR  |
| ------------ | ----- | ------- | ------- | ------- | ------- | ------- | ------- | ------------ | ------------ | ------------ | ------------ | ------------ | ------------ | ------ | ------ | ------ | ------ | ------ | ------ | --- |
| Serie B      | 58    | 11      | 10      | 1       | 0       | 39      | 7       | 11           | 8            | 3            | 0            | 27           | 4            | 22     | 18     | 4      | 0      | 66     | 11     | +55 |
| Coppa Italia | -     | 3       | 2       | 0       | 1       | 10      | 4       | 3            | 3            | 0            | 0            | 10           | 0            | 6      | 5      | 0      | 1      | 20     | 4      | +16 |
| Totale       | -     | 14      | 12      | 1       | 1       | 49      | 11      | 14           | 11           | 3            | 0            | 37           | 4            | 28     | 23     | 4      | 1      | 86     | 15     | +71 |

### Andamento in campionato
| Giornata  | 1 | 2 | 3 | 4 | 5 | 6 | 7 | 8 | 9 | 10 | 11 | 12 | 13 | 14 | 15 | 16 | 17 | 18 | 19 | 20 | 21 | 22 |
| --------- | - | - | - | - | - | - | - | - | - | -- | -- | -- | -- | -- | -- | -- | -- | -- | -- | -- | -- | -- |
| Luogo     | C | T | C | T | C | T | C | T | C | T  | C  | T  | C  | T  | C  | T  | C  | T  | C  | T  | C  | T  |
| Risultato | V | N | V | V | N | V | V | N | V | V  | V  | V  | V  | V  | V  | N  | V  | V  | V  | V  | V  | V  |
| Posizione | 1 | 2 | 1 | 1 | 1 | 1 | 1 | 2 | 2 | 2  | 2  | 2  | 2  | 2  | 2  | 2  | 2  | 1  | 1  | 1  | 1  | 1  |

Legenda:

Luogo: C = Casa; T = Trasferta. Risultato: V = Vittoria; N = Pareggio; P = Sconfitta.

### Statistiche delle giocatrici
| Giocatore       | Serie B  | Serie B | Serie B     | Serie B    | Coppa Italia | Coppa Italia | Coppa Italia | Coppa Italia | Totale   | Totale | Totale      | Totale     |
| Giocatore       | Presenze | Reti    | Ammonizioni | Espulsioni | Presenze     | Reti         | Ammonizioni  | Espulsioni   | Presenze | Reti   | Ammonizioni | Espulsioni |
| --------------- | -------- | ------- | ----------- | ---------- | ------------ | ------------ | ------------ | ------------ | -------- | ------ | ----------- | ---------- |
| A. Acuti        | 20       | 6       | 1           | 0          | ?            | 3            | ?            | ?            | 20+      | 9      | 1+          | 0+         |
| R. Baldi        | 22       | -11     | 1           | 0          | ?            | -?           | ?            | ?            | 22+      | -11+   | 1+          | 0+         |
| I. Borghesi     | 16       | 4       | 0           | 0          | ?            | 1            | ?            | ?            | 16+      | 5      | 0+          | 0+         |
| G. Bulleri      | 0        | -0      | 0           | 0          | ?            | ?            | ?            | ?            | 0+       | 0+     | 0+          | 0+         |
| E. Caucci       | 20       | 1       | 1           | 0          | ?            | ?            | ?            | ?            | 20+      | 1+     | 1+          | 0+         |
| N. Cinotti      | 22       | 14      | 1           | 0          | ?            | 1            | ?            | ?            | 22+      | 15     | 1+          | 0+         |
| G. Consoloni    | 9        | 0       | 0           | 0          | ?            | ?            | ?            | ?            | 9+       | 0+     | 0+          | 0+         |
| A. De Rita      | 0        | 0       | 0           | 0          | ?            | ?            | ?            | ?            | 0+       | 0+     | 0+          | 0+         |
| L. Di Guglielmo | 20       | 3       | 0           | 0          | ?            | ?            | ?            | ?            | 20+      | 3+     | 0+          | 0+         |
| J. Di Lupo      | 11       | 0       | 0           | 0          | ?            | ?            | ?            | ?            | 11+      | 0+     | 0+          | 0+         |
| C. Esperti      | 9        | 0       | 1           | 1          | ?            | ?            | ?            | ?            | 9+       | 0+     | 1+          | 1+         |
| C. Ferrara      | 17       | 0       | 0           | 0          | ?            | ?            | ?            | ?            | 17+      | 0+     | 0+          | 0+         |
| V. Galluzzi     | 15       | 4       | 2           | 0          | ?            | 1            | ?            | ?            | 15+      | 5      | 2+          | 0+         |
| A. Landi        | 0        | -0      | 0           | 0          | ?            | ?            | ?            | ?            | 0+       | 0+     | 0+          | 0+         |
| G. Lo Vecchio   | 3        | 2       | 0           | 0          | ?            | ?            | ?            | ?            | 3+       | 2+     | 0+          | 0+         |
| E. Mannucci     | 3        | 0       | 0           | 0          | ?            | 1            | ?            | ?            | 3+       | 1      | 0+          | 0+         |
| G. Mastalli     | 20       | 13      | 7           | 0          | ?            | 5            | ?            | ?            | 20+      | 18     | 7+          | 0+         |
| F. Meropini     | 11       | 0       | 0           | 0          | ?            | 1            | ?            | ?            | 11+      | 1      | 0+          | 0+         |
| G. Morucci      | 15       | 1       | 1           | 0          | ?            | 1            | ?            | ?            | 15+      | 2      | 1+          | 0+         |
| S. Parrini      | 20       | 1       | 1           | 0          | ?            | ?            | ?            | ?            | 20+      | 1+     | 1+          | 0+         |
| C. Prugna       | 16       | 13      | 2           | 0          | ?            | 6            | ?            | ?            | 16+      | 19     | 2+          | 0+         |
| M. Varriale     | 20       | 2       | 5           | 0          | ?            | ?            | ?            | ?            | 20+      | 2+     | 5+          | 0+         |
| M. Venturini    | 13       | 0       | 2           | 1          | ?            | ?            | ?            | ?            | 13+      | 0+     | 2+          | 1+         |